# 인구배당효과
인구 통계 학적 배당은 전체 인구의 근로자 비율이 높을 때 발생한다. 이는 더 많은 사람들이 생산성을 발휘하고 경제 성장에 기여할 수 있는 잠재력이 있음을 나타 내기 때문이다. 유엔 인구 조사에 따르면 지난 40년 동안 아시아와 라틴 아메리카 국가들이 인구 통계 학적 배당의 주요 수혜자였다. 유럽, 일본, 미국의 선진국은 출생률이 낮고 사망률이 낮기 때문에 고령 인구가 있다. 최빈 개도국이나 아프리카 국가들도 아직 유엔 인구 집단의 연구에 따르면 인구 통계학적인 조건이 좋지 않다. 세계 은행 (World Bank)의 글로벌 개발 보고서에 따르면 중국의 한 자녀 정책은 1960년대 중반 이후로 누리던 인구 통계 학적 배당을 뒤바꿔 놓았다.
유엔 인구 기금(UNFPA)이 정의한 인구 통계 학적 배당은 "노동 연령 인구 (15 ~ 64 세)의 비중이 인구 구조의 변화에 따라 크게 달라질 때 발생할 수 있는 경제 성장 잠재력" (14 세 이하, 65 세 이상) " 다른 말로 표현하자면, "노동 생산성의 증가는 노동 인구가 증가가 있을 때 발생한다. "라고 말한다. 젊은 인구가 증가하고 다산율이 감소한 국가는 인구 통계 학적 배당을 얻을 잠재력이 있다.
청년층과 노년층의 배당으로 인해 많은 사람들은 "인구 통계 학적 선물"이라고 불리는 경제적 이득을 위한 큰 잠재력이 있다고 주장한다. 경제 성장이 일어나기 위해서는 젊은 인구가 성 교육 및 생식 보건에 대한 접근을 포함하여 양질의 교육, 적절한 영양 및 건강을 누릴 수 있어야 한다.
그러나 이러한 출산율의 하락은 즉각적인 것이 아니다. 그 사이의 지체는 세대 간 인구 팽창을 가져와 사회를 통해 급증시킨다. 일정 기간 동안이 "팽창"은 사회에 대한 부담이며 의존성 비율을 증가시킨다. 결국이 그룹은 생산적인 노동력에 들어가기 시작한다. 출산율이 계속 하락하고 평균 수명이 짧아지는 경우, 의존성 비율은 극적으로 감소한다. 이 인구 통계 학적 변화는 인구 통계 학적 배당을 시작한다. 더 적은 부양 가족이 있기 때문에 출산율과 유아 사망률이 감소하고 노년 부양 가족이 줄어들고 수명이 더 짧은 세대와 생산적인 노동 연령 인구의 가장 큰 부분으로 인해 부양비가 크게 감소하여 인구 통계학 피제수, 효과적인 공공 정책과 결합된 이번 인구 통계 학적 배당 기간은 보다 빠른 경제 성장을 촉진하고 가족에 대한 부담을 덜어준다. 이것은 많은 여성들이 처음으로 노동력에 들어가는 시기이기도 하다.

## 최근 교육 배당 이론
최근 연구에 따르면 인구 통계 학적 배당은 교육에 의해 유발된 배당이다.

## 통계 개요
10 ~ 24 세 사이의 약 18억 명의 사람들이 오늘날 있다. 그 어느 때보다 젊은 사람들의 수가 가장 많다. 유엔 인구 기금 (UNFPA)에 따르면이 숫자는 2070년까지 증가할 것으로 예상된다. 증가의 대부분은 청년 인구의 급격한 증가를 경험한 최빈 개도국에서 나온 것이다. 적어도 선진국 인구의 약 60 %는 24 세 미만이다. 적어도 선진국의 젊은 층의 상당 부분이 인구 통계적 배당을 실현할 수 있는 기회를 창출한다. 그러나 이러한 현실화에는 많은 어려움이 따른다.
UNFPA는 "금세기 중반으로 최빈 개도국의 인구는 두배가 되어 매년 1400만 명의 젊은이들이 노동 연령 인구에 합류하게 될 것이다. 적절한 생계 조건을 창출하는 것은 엄청난 과제이다. 특히 현재 이들 국가에서 일하는 사람들의 약 80 %가 실직 상태, 불완전 고용 상태 또는 불규칙 고용 상태에 놓여있다. 또한 재정 자원이 부족하면 건강, 교육 및 영양에 대한 지출을 늘리지 않고 유지하기가 어려워 질 것이다. " 라고 말했다.
따라서 인구 통계 학적 배당의 혜택을 얻으려면 국가는 젊은이들의 잠재력을 인식하고 육성해야 하며 젊은이들에 대한 요구와 그들에게 제공되는 기회의 격차를 줄여야 한다.

## 예시

### 동아시아
동아시아는 현재까지 인구 통계 학적 배당의 가장 강력한 증거 중 일부를 제공한다. 동아시아의 인구 통계 학적 전환은 1950년대와 1960년대에 5-15년에 걸쳐 일어 났으며 이는 이전보다 더 짧은 기간이었다. 이 기간 동안 동아시아 국가들은 청소년기에 투자하여 가족 계획을 세우고 사람들이 나중에 가족을 사귈 수 있게 하고 더 적은 수의 자녀를 갖게 했다. 더 많은 자원을 사용할 수 있게 되자 인프라에 대한 투자가 시작되었고 출산율이 떨어짐에 따라 생산적인 투자가 이루어져 유례없는 경제 성장을 보였다. 예를 들어, UNFPA는 "한국은 1950년부터 2008년 사이에 1 인당 국내 총생산이 약 2,200 퍼센트 증가했고 태국의 GDP는 970 퍼센트 증가했다"고 밝혔다.
동아시아는 이미 인구 통계 학적 전환을 거친 다른 국가의 지식, 경험 및 기술로부터 이익을 얻을 수 있었다. 인구학 배당은 동아시아 호랑이의 "경제적 기적"에서 중요한 역할을 했으며 "기적"의 1 / 4 ~ 2 / 5를 차지한다고 주장되어왔다.

### 아일랜드
아일랜드는 또한 인구 통계 학적 배당과 전환의 최근 사례를 제시한다. 출산율이 높았던 아일랜드 정부는 1979년 피임을 합법화했다. 이 정책은 출산율의 감소와 부양비의 감소로 이어졌다. 그것은 켈트 타이거(Keltic Tiger)라고 불리는 1990년대의 경제 호황에 기여한 요인으로 연결되었다. 이 기간 동안 여성의 노동 시장 참여가 증가하고 근로 연령 인구가 순유입으로 바뀌면서 역효과가 나타남에 따라 의존성 비율도 향상되었다.

### 아프리카
반면에 아프리카는 사망률을 줄이는데 상당한 진전이 있었음에도 불구하고 출산율이 상대적으로 높기 때문에 인구 통계 학적으로 독특하다. 이로 인해 인구 붐보다는 지속적인 인구 폭발이 발생했고 사하라 사막 이남 아프리카의 많은 경제 침체에 기여했다. 인구 통계적 배당 규모는 경제가 순수한 인구 통계 학적 선물이 아닌 추가 근로자를 흡수하고 생산적으로 고용할 수 있는 능력에 의존하는 것처럼 보인다. 유엔 인구 기금에 따르면 "사하라 사막 이남의 아프리카 국가들이 동아시아 경험을 반복할 수 있다면 이 지역은 30년 동안 연간 5,000 억 달러에 이르는 인구 통계 학적 배당금을 실현할 수 있다.

### 인도
가까운 장래에 인도는 세계 인구 통계 학적 전환에 가장 큰 개인 기여자가 될 것이다. 2011년 국제 통화 기금 실무 보고서 (International Monetary Fund Working Paper)는 1980년대 이후 인도가 경험한 성장의 상당 부분이 국가의 연령 구조와 인구 통계 학적 변화에 기인한다고 밝혔다. 미국 인구 통계국 (The Census Bureau)은 인도가 2025년까지 중국을 세계에서 가장 큰 국가로 추월할 것으로 예측하고 있으며, 노동 연령대에 속하는 사람들의 비율이 매우 높다. 향후 20년 동안 인도의 지속적인 인구 통계학적 배당은 인도의 1 인당 GDP 성장률에 연간 약 2 % 포인트를 추가할 수 있다. 음식, 물, 에너지 등 미래의 기본적인 생활 수준을 관리하기 위해서는 극단적인 조치가 필요하다. 인구 기준국에 따르면 2050년 인도 인구는 16 억 920만명으로 추산된다.

### 중동
중동과 북아프리카는 최근 15- 29 세 인구가 전체 인구의 약 30 %를 차지하는 젊음을 겪었다. 교육과 고용을 통해 중동의 현재 청소년 인구가 젊은 동양인이 아시아 호랑이를 위해 할 수 있었던 것처럼 경제 성장과 발전을 촉진 할 수 있다고 믿어진다.

## 인구 통계 학적 배당의 성장을 위한 네 가지 메커니즘
인구 통계 학적 배당 과정에서 혜택이 제공되는 네 가지 메커니즘이 있다.
첫 번째는 노동 공급 증가이다. 그러나 이 이익의 크기는 경제가 순수 인구 통계 학적 선물이 아닌 여분의 근로자를 흡수하고 생산적으로 고용할 수 있는 능력에 의존하는 것으로 보인다.
두 번째 메커니즘은 비용 절감이다. 부양 가족의 수가 줄어들수록 개인은 더 많은 것을 절약할 수 있다. 이러한 국가 저축률의 증가는 이미 자본 부족에 직면해 있는 개발 도상국의 자본 스톡을 증가시키고 축적된 자본이 투자됨에 따라 더 높은 생산성으로 이어진다.
세 번째 메커니즘은 인적 자본이다. 출산율이 감소하면 건강한 여성이 발생하고 가정에서는 경제 압력이 줄어 든다. 이것은 또한 부모가 자녀당 더 많은 자원을 투자 할 수 있게 하여 더 나은 건강과 교육 결과를 이끌어낸다.
네 번째 성장 메커니즘은 1 인당 GDP 증가와 의존성 비율 감소에 따른 국내 수요의 증가이다.
낮은 출산율은 초기에는 낮은 청년 의존성과 전체 인구에 대한 노동 연령 비율이 높다. 그러나 비교적 나이가 많은 근로 연령 집단이 커짐에 따라 인구 고령화가 시작된다.
대부분의 국가에서 인구 통계 학적 배당을 활용하는 정책을 수립하는 전략적 시급이있다. 이 긴급성은 상대적으로 작은 기회 창출로 인해 인구가 많은 사람들이 노동 인구에 진입하기 전에 아직 인구 밀도가 낮은 배당을 계획해야 한다. 이 짧은 기회 동안 국가들은 전통적으로이 젊은이들이 일하는 동안 더 많은 생산성을 유지할 수 있도록 투자를 촉진하려고 노력한다. 성장하는 젊은 인구에게 기회를 제공하지 않으면 실업이 증가하고 사회적 격변의 위험이 증가한다.

## 인구 통계 학적 배당 후 인구 통계
적절한 정책을 수립해야 하는 긴박성은 "인구 통계 학적 배당금"이 따르는 것이 종속성 비율이 다시 증가하기 시작하는 시점이라는 사실에 의해 확대된다. 불가피하게 "인구학 배당"을 창출하는 가장 생산적인 노동 시간을 통해 형성된 인구 거품은 오래되고 퇴쇠하게 된다. 배후의 작은 세대에 의존하는 노인의 수가 불균형해짐에 따라 "인구 통계 학적 배당금"이 책임이 된다. 인구 증가가 둔화되거나 멈추거나 역으로 진행되는 세대마다 인구 통계 학적 부담이나 인구 통계 학적 부담으로 간주될 수있다. 이것은 젊은 세대가 본질적으로 많은 부분을 버리고 일본에서 가장 극적으로 나타난다. 다른 지역들, 특히 유럽과 북미는 가까운 미래에 동아시아와 유사한 상황에 직면하게 될 것이다.
중국의 현재 독립 비율은 38로 전례없이 낮다. 이것은 근로자 100명당 65세 이상의 부양 가족, 아동 및 사람들의 수를 나타낸다. 이것은 전체 인구의 나머지 부분을 합친 것보다 거의 두 배 많은 근로 연령 인구가 있음을 의미한다. 이 역사적으로 낮은 의존성 비율은 전례없는 중국의 경제 성장 기간에 매우 도움을 주었다. 이 극적인 변화는 중국의 한 자녀 정책으로 인해 부분적으로 발생했다. 결과적으로 중국은 현재 전례없는 속도로 노화되고있다. 중국은 2020년까지 미국보다, 2030년까지 유럽보다 오래 될 것이다. 중국은 한 어린이 정책의 결과로 널리 시행된 성 선택 낙태와 함께 2025년 20 대에 9,650만 명의 남성을 낳을 것이지만 8,030 만 명의 청녀는 중국의 미래 인구 통계에 많은 어려움을 겪고 있다.

## 같이 보기
- 인구변천
- 연금위기